# Saint-Alban, Ain

Saint-Alban este o comună în departamentul Ain din estul Franței.